# Трогонтерий
Трогонтерий (лат. Trogontherium) — род вымерших млекопитающих из семейства бобровых (Castoridae), живших во времена неогена — плейстоцена (15,97—0,126 млн лет назад) на территории Евразии.

## Описание
Первоначально описанный Иоганном Готхельфом Фишером фон Вальдгеймом по одному черепу из окрестностей Азовского моря, в настоящее время род включает три вида. Кювьеров трогонтерий был несколько крупнее (примерно в 1,2 раза) и, судя по обнаруженным в Англии костям конечностей, менее тесно связан с водой, чем современные бобры.

## Классификация
- † Trogontherium cuvieri Owen, 1846
- † Trogontherium minus
- † Trogontherium boisvillettei

## Палеоэкология
Трогонтерий — грызун, характерный для ранних плейстоценовых таманских фаун, получивших название по Таманскому полуострову. По величине трогонтерий заметно превосходил современных бобров и был приспособлен для рытья нор. В период обитания трогонтерия на смену плиоценовым травоядным уже пришли куланы, эласмотерии, антилопы и олени.